# Ciclismo ai Giochi della XXIX Olimpiade - Velocità maschile
Le gare di Velocità maschile dei Giochi della XXIX Olimpiade furono corse il 17 e 18 agosto al Laoshan Velodrome, in Cina. La medaglia d'oro fu vinta dal britannico Chris Hoy.
Vide la partecipazione di 21 atleti.

## Risultati

### Round di qualificazione
Passavano i primi 18 ciclisti con il miglior tempo.
| Pos. | Atleta             | Tempo  | Media oraria | Note  |
| ---- | ------------------ | ------ | ------------ | ----- |
| 1    | Chris Hoy          | 9"815  | 73,357       | Q, OR |
| 2    | Jason Kenny        | 9"857  | 73,044       | Q     |
| 3    | Stefan Nimke       | 10"064 | 71,542       | Q     |
| 4    | Kévin Sireau       | 10"098 | 71,301       | Q     |
| 5    | Mickaël Bourgain   | 10"123 | 71,125       | Q     |
| 6    | Maximilian Levy    | 10"199 | 70,595       | Q     |
| 7    | Azizulhasni Awang  | 10"272 | 70,093       | Q     |
| 8    | Roberto Chiappa    | 10"314 | 69,808       | Q     |
| 9    | Theo Bos           | 10"318 | 69,780       | Q     |
| 10   | Mark French        | 10"337 | 69,652       | Q     |
| 11   | Kazunari Watanabe  | 10"346 | 69,592       | Q     |
| 12   | Ryan Bayley        | 10"362 | 69,484       | Q     |
| 13   | Teun Mulder        | 10"373 | 69,410       | Q     |
| 14   | Tsubasa Kitatsuru  | 10"391 | 69,290       | Q     |
| 15   | Michael Blatchford | 10"470 | 68,767       | Q     |
| 16   | Zhang Lei          | 10"497 | 68,591       | Q     |
| 17   | Łukasz Kwiatkowski | 10"504 | 68,545       | Q     |
| 18   | Denis Dmitriev     | 10"565 | 68,149       | Q     |
| 19   | Adam Ptáčník       | 10"569 | 68,123       |       |
| 20   | Vasileios Reppas   | 10"966 | 65,657       |       |
| 21   | Daniel Novikov     | 11"187 | 64,360       |       |

### Primo turno
I diciotto atleti qualificati nel turno preliminare furono accoppiati, il primo contro il diciottesimo, il secondo contro il diciassettesimo e così via, in batterie da 200 metri. I vincitori di ogni manche accedevano al secondo turno, gli sconfitti al ripescaggio.
| Manche | Atleta             | Tempo  | Pos. | Note |
| ------ | ------------------ | ------ | ---- | ---- |
| 1      | Chris Hoy          | 10"607 | 1    | Q    |
| 1      | Denis Dmitriev     |        | 2    |      |
| 2      | Jason Kenny        | 10"672 | 1    | Q    |
| 2      | Łukasz Kwiatkowski |        | 2    |      |
| 3      | Stefan Nimke       | 10"828 | 1    | Q    |
| 3      | Zhang Lei          |        | 2    |      |
| 4      | Kévin Sireau       | 10"742 | 1    | Q    |
| 4      | Michael Blatchford |        | 2    |      |
| 5      | Mickaël Bourgain   | 10"562 | 1    | Q    |
| 5      | Tsubasa Kitatsuru  |        | 2    |      |
| 6      | Maximilian Levy    | 10"840 | 1    | Q    |
| 6      | Teun Mulder        |        | 2    |      |
| 7      | Ryan Bayley        | 10"762 | 1    | Q    |
| 7      | Azizulhasni Awang  |        | 2    |      |
| 8      | Roberto Chiappa    | 10"786 | 1    | Q    |
| 8      | Kazunari Watanabe  |        | 2    |      |
| 9      | Theo Bos           | 10"959 | 1    | Q    |
| 9      | Mark French        |        | 2    |      |

#### Ripescaggio primo turno
I nove corridori sconfitti nelle batterie del primo turno furono inseriti in batterie da tre corridori ciascuna. Il vincitore di ognuna di esse accedeva al secondo turno.
| Manche | Atleta             | Tempo  | Pos. | Note |
| ------ | ------------------ | ------ | ---- | ---- |
| 1      | Teun Mulder        | 10"889 | 1    | Q    |
| 1      | Mark French        |        | 2    |      |
| 1      | Denis Dmitriev     |        | 3    |      |
| 2      | Azizulhasni Awang  | 10"959 | 1    | Q    |
| 2      | Tsubasa Kitatsuru  |        | 2    |      |
| 2      | Łukasz Kwiatkowski |        | 3    |      |
| 3      | Kazunari Watanabe  | 10"965 | 1    | Q    |
| 3      | Michael Blatchford |        | 2    |      |
| 3      | Zhang Lei          |        | 3    |      |

### Secondo turno
I dodici atleti qualificati dal primo turno furono accoppiati nuovamente in batterie da due ciascuno. I sei vincitori accedevano ai quarti di finale, i sei perdenti nelle manches di ripescaggio.
| Manche | Atleta            | Tempo  | Pos. | Note |
| ------ | ----------------- | ------ | ---- | ---- |
| 1      | Chris Hoy         | 10"636 | 1    | Q    |
| 1      | Kazunari Watanabe |        | 2    |      |
| 2      | Jason Kenny       | 10"531 | 1    | Q    |
| 2      | Azizulhasni Awang |        | 2    |      |
| 3      | Teun Mulder       | 10"888 | 1    | Q    |
| 3      | Stefan Nimke      |        | 2    |      |
| 4      | Theo Bos          | 10"777 | 1    | Q    |
| 4      | Kévin Sireau      |        | 2    |      |
| 5      | Mickaël Bourgain  | 10"734 | 1    | Q    |
| 5      | Roberto Chiappa   |        | 2    |      |
| 6      | Maximilian Levy   | 10"763 | 1    | Q    |
| 6      | Ryan Bayley       |        | 2    |      |

#### Ripescaggio secondo turno
I sei corridori sconfitti nelle batterie del secondo turno furono inseriti in batterie da tre corridori ciascuna. Il vincitore di ognuna di esse accedeva al secondo turno.
| Manche | Atleta            | Tempo  | Pos. | Note |
| ------ | ----------------- | ------ | ---- | ---- |
| 1      | Kévin Sireau      | 10"570 | 1    | Q    |
| 1      | Kazunari Watanabe |        | 2    |      |
| 1      | Ryan Bayley       |        | 3    |      |
| 2      | Azizulhasni Awang | 11"010 | 1    | Q    |
| 2      | Stefan Nimke      |        | 2    |      |
| 2      | Roberto Chiappa   |        | 3    |      |

### Quarti di finale
Gli otto atleti qualificati a questa fase, furono accoppiati in batterie di 200 metri al meglio delle tre manches. In nessun casò si andò allo spareggio.
| Manche | Atleta            | Manche1 | Manche2 | Posiz | Note |
| ------ | ----------------- | ------- | ------- | ----- | ---- |
| 1      | Chris Hoy         | 10"820  | 10"302  | 1     | Q    |
| 1      | Azizulhasni Awang |         |         | 2     |      |
| 2      | Jason Kenny       | 10"546  | 10"595  | 1     | Q    |
| 2      | Kévin Sireau      |         |         | 2     |      |
| 3      | Maximilian Levy   | 10"689  | 10"660  | 1     | Q    |
| 3      | Teun Mulder       |         |         | 2     |      |
| 4      | Mickaël Bourgain  | 10"524  | 10"463  | 1     | Q    |
| 4      | Theo Bos          |         |         | 2     |      |

### Semifinali
I quattro atleti qualificati a questa fase, furono accoppiati in batterie di 200 metri al meglio delle tre manches. In nessun casò si andò allo spareggio.
| Manche | Atleta           | Manche1 | Manche2 | Pos. | Note |
| ------ | ---------------- | ------- | ------- | ---- | ---- |
| 1      | Chris Hoy        | 10"260  | 10"358  | 1    | Q    |
| 1      | Mickaël Bourgain |         |         | 2    |      |
| 2      | Jason Kenny      | 10"594  | 10"335  | 1    | Q    |
| 2      | Maximilian Levy  |         |         | 2    |      |

### Turno finale

#### 9º – 12º posto
Durante la stessa sessione delle semifinali, i quattro atleti eliminati nel ripescaggio del secondo turno furono inseriti in una batteria di 200 metri a prova singola, per determinare i piazzamenti dal nono al dodicesimo posto.
| Pos. | Atleta            | Tempo  | Note |
| ---- | ----------------- | ------ | ---- |
| 9    | Stefan Nimke      | 11"051 |      |
| 10   | Roberto Chiappa   |        |      |
| 11   | Ryan Bayley       |        |      |
| 12   | Kazunari Watanabe |        |      |

#### 5º – 8º posto
| Pos. | Atleta            | Tempo  | Note |
| ---- | ----------------- | ------ | ---- |
| 5    | Kévin Sireau      | 10"719 |      |
| 6    | Teun Mulder       |        |      |
| 7    | Theo Bos          |        |      |
| 8    | Azizulhasni Awang |        |      |

#### 1º – 4º posto
Gara per l'oro
| Pos. | Atleta      | Manche1 | Manche2 | Note |
| ---- | ----------- | ------- | ------- | ---- |
| 1    | Chris Hoy   | 10"228  | 10"216  |      |
| 2    | Jason Kenny |         |         |      |

Gara per il bronzo
| Pos. | Atleta           | Manche1 | Manche2 | Spareggio | Note |
| ---- | ---------------- | ------- | ------- | --------- | ---- |
| 3    | Mickaël Bourgain | 11"047  |         | 10"560    |      |
| 4    | Maximilian Levy  |         | 10"666  |           |      |